# Raccsolás
A raccsolás, más néven rotacismus a pöszeség egy fajtája (a magyar és többi, az r hangot elöl, pörgetve ejtő nyelvek esetén), amit az r hang hibás ejtése jellemez. Ejtik ezt a hangot egy perdületű r-ként, v-ként, l-ként, j-ként, esetleg egészen el is hagyják. A hanyag megszokáson kívül okozhatja a nyelvfék lenövése. Ez a beszédhiba sokkal inkább zavarja a beszédhibás egyént, vagy hallgatóját, mint az érthetőséget, ezért előbbinél (egyre elhanyagolhatóbb) beszédfélelmet, visszahúzódást kelthet még felnőttkorban is.
Nem tekintendő beszédhibának, ha tájnyelvről, vagy rétegnyelvről van szó. Ismert például, hogy az arisztokraták gyakran raccsoltak, ami a gyermekkori első nyelvként használt német és/vagy francia, ritkábban angol nyelvre volt visszavezethető. A piemonti nyelvben szintén az erős francia hatásra érzékelhető. 

## Fajtái
Az r hang képzésének leggyakoribb hibái:
- Egyperdületű r, a nyelv nem perdül meg eléggé
- Laterális képzésű r, az oldalsó nyelvperem pergésével
- Interdentális r fogközi pergéssel
- Uvuláris r nyelvcsapi pergéssel.
- Hangcserélés, r helyettesítése más hangokkal A leggyakoribb helyettesítők a j, az l és a v. Főleg gyerekeknél fordul elő.

Az r hang képzése bonyolult, ezért a kisgyerekek sokáig raccsolnak, és ez a beszédhiba még felnőttkorban is gyakori.

## Okai
A raccsolásnak több oka is lehet.
- A hallás, fonémahallás hibája
- Szervi okok, például lenőtt nyelv, kiálló fogak, gyenge nyelvizomzat
- Rossz példa követése

## Kezelése
A raccsolás logopédiai kezeléssel elmulasztható. Sok raccsoló azonban inkább maga próbálkozik. Gyakorlás előtt viszont meg kell győződni arról, hogy nincsenek-e szervi elváltozások a háttérben, és ha vannak, akkor azokat kell először kiküszöbölni, például felvágni a túl rövid nyelvféket. Ezután gyakorolni kell a hallást, tornáztatni a nyelvet,  majd segédhangokkal begyakorolni a perdületet. Ezután le lehet választani és elkülöníteni az r hangot, és először önállóan, majd a beszédben is be kell gyakorolni a használatát.

## Előnyei
Paradox módon egyes nyelvek tanulásában és beszélésében akár előny is lehet, mivel ott más a kiejtés normája. Például a franciában az uvuláris r a norma, az angolban és a németben pedig többnyire a laterális képzésű.